# Breath
Breath — второй сингл и третий трек с альбома Phobia группы Breaking Benjamin. Песня заняла первое место в Hot Mainstream Rock Tracks, что стало высшим достижением группы. Композиция оставалась на высшей строчке хит-парада семь недель.

## Клип
Вскоре группой был проведён конкурс на лучший клип по песне Breath среди фанатов. Победившее видео, сделанное по DVD группы Live - The Homecoming, было показано на YouTube 30 марта 2007 года. Также клип был выложен на официальном сайте группы.

## Версии
Существует несколько версий песни. Альбомная версия длится 3 минуты 38 секунд. Есть также радиоверсия Breath, которая длится 3 минуты 9 секунд.